# Upper Sandusky
Upper Sandusky è una località degli Stati Uniti d'America, capoluogo della contea di Wyandot, nello Stato dell'Ohio.